# Almudena Arcones
Almudena Arcones Segovia (Madrid, 1979) es una astrofísica nuclear hispano-alemana cuyos temas de investigación han incluido la creación y desintegración de elementos pesados a través del proceso r, y salidas impulsadas por neutrinos, en eventos estelares energéticos que incluyen supernovas y fusiones de estrellas de neutrones. Es profesora de astrofísica teórica en la Universidad Técnica de Darmstadt e investigadora en el Centro GSI Helmholtz para la investigación de iones pesados en Darmstadt.

## Biografía
Nació en Madrid en 1979. Completó un doctorado en 2007 a través del Instituto Max Planck de Astrofísica bajo la supervisión de Hans-Thomas Janka. Después de una investigación postdoctoral en la Universidad Técnica de Darmstadt y luego en la Universidad de Basilea, regresó a Darmstadt con una cátedra asistente permanente en 2012 y fue ascendida a profesora asociada en 2016. Tiene un puesto conjunto en el Centro GSI Helmholtz para la Investigación de Iones Pesados y de 2012 a 2017 dirigió un grupo de jóvenes investigadores Helmholtz en el centro.
Fue nombrada miembro de la Sociedad Estadounidense de Física (APS) en 2020, "por sus contribuciones fundamentales en física astronómica y nuclear, especialmente para la comprensión de la creación de elementos pesados en supernovas, neutrones fusiones de estrellas y sus kilonovas asociadas".